# أوسكار راوش
أوسكار راوش' هو لاعب كرة قدم سويسري سابق، شارك مع منتخب سويسرا في كأس العالم 1938. كما لعب لنادي غراسهوبر زيوريخ على مستوى الأندية.

## وصلات خارجية
أوسكار راوش على موقع قاعدة بيانات كرة القدم.إي يو (الإنجليزية)
- أوسكار راوش على موقع ناشيونال فوتبول تيمز (الإنجليزية)
- أوسكار راوش على موقع Soccerway.com (الإنجليزية)
- أوسكار راوش على موقع عالم كرة القدم.نت (الإنجليزية)